# Miconia ceramicarpa
Miconia ceramicarpa là một loài thực vật có hoa trong họ Mua. Loài này được (DC.) Cogn. mô tả khoa học đầu tiên năm 1887.